# Jean de La Baume
Jean de La Baume, conte di Montrevel-en-Bresse, signore di Valfin e Montagnieu, consigliere e ciambellano del Re (XIV secolo – gennaio 1435), è stato un militare francese, maresciallo di Francia nel 1422.

## Biografia
Si mise in luce nel 1379 all'assedio del castello di Ornacieux in Delfinato. Comandava nel 1382 le truppe di Luigi I d'Angiò destinate alla conquista dei Regno di Napoli, e dal principe ricevette nel 1383 la contea di Sinopoli, in Calabria.
Servì quindi Amedeo VIII di Savoia, che lo fece nel 1389 cavaliere dell'Ordine supremo della Santissima Annunziata e luogotenente generale della Bresse.
Accompagnò nel 1390 il giovane Luigi II d'Angiò a prendere possesso del Regno di Napoli.
Il 17 marzo 1404 divenne cavaliere dell'Ordine del Porcospino, istituito dieci anni prima da Luigi di Valois in occasione del battesimo del figlio Carlo.
Si avvicinò poi a Giovanni di Borgogna, di cui divenne consigliere e ciambellano e che seguì nelle Fiandre nella guerra contro Liegi nel 1408 e ancora nel 1410.
Assistette al trattato di pace tra il duca di Savoia e il marchese di Saluzzo il 22 giugno 1413.
Nel 1417 si recò in Germania per trattare il matrimonio fra Matilde di Savoia, figlia di Amedeo di Savoia-Acaia, e Ludovico III del Palatinato.
Il re d'Inghilterra, per trarlo dalla propria parte, lo nominò prevosto di Parigi il 14 maggio 1420, consigliere e ciambellano reale il 27 dicembre seguente, governatore di Parigi l'8 luglio 1421, infine maresciallo di Francia il 22 gennaio 1422. Carlo VII non riconobbe le nomine conferite dal reggente.
Nel mese di febbraio successivo partì per la Savoia in qualità di ambasciatore.
Il duca di Savoia, che il 26 dicembre 1427 gli aveva conferito la contea di Montrevel, nel 1434 si basò sui suoi consigli per la riforma dell'Ordine della Santissima Annunziata.
Fece testamento il 25 gennaio 1435 e morì pochi giorni dopo.

## Discendenza
Era il secondo figlio di Guillaume de La Baume, consigliere e ciambellano del re, ambasciatore del duca di Savoia, e di Constantine Aleman signora di Aubonne. Sposò nel 1384 Jeanne de La Tour d'Illeins da cui ebbe cinque figli; tra i suoi discendenti si annovera un altro maresciallo di Francia, Nicolas Auguste de La Baume de Montrevel.